# 高遠合戦
高遠合戦（たかとおかっせん）は、天文13年（1544年）から天文14年（1545年）に信濃高遠で行なわれた甲斐の武田晴信軍と信濃の高遠頼継軍の合戦である。

## 概要

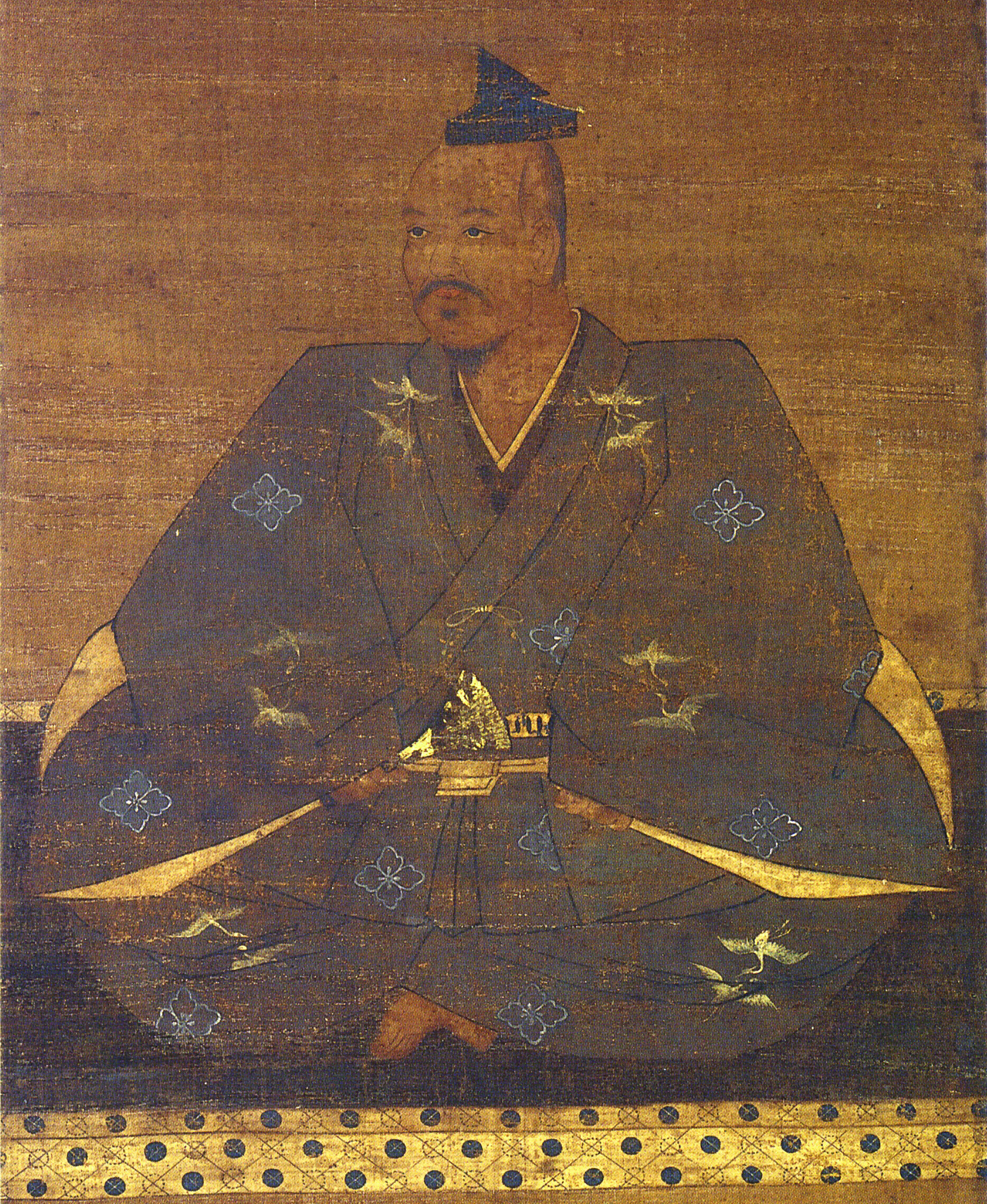
武田晴信

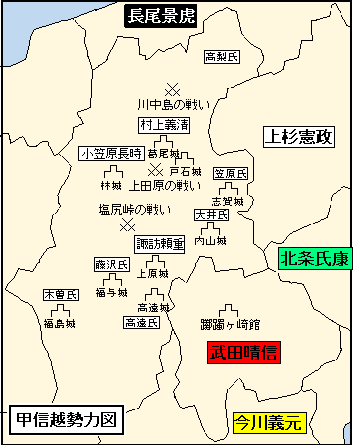
戦国時代の甲信とその周辺拡大

天文13年（1544年）10月、宮川の戦いで武田軍に敗れて高遠に追い込まれていた高遠頼継は、福与城主の藤沢頼親、そして信濃守護で頼親の義兄にあたる小笠原長時の支援を得て再度反攻した。武田晴信は10月16日、諏訪の上原城に入城して諏訪衆や板垣信方と合流し、10月28日に福与城に進軍する。頼親は小笠原軍の将・草間肥前と伊那衆を荒神山砦に入れて守備を固めた。翌日、武田晴信の同母弟の武田信繁軍が荒神山砦に取り付き、11月1日から攻撃を開始した。小笠原勢は砦を捨てて後退し、福与城の後詰と松嶋原で合流し、武田軍の進軍を食い止めた。11月6日、高遠頼継は武田軍主力が福与城を攻めあぐねているのを見て諏訪への進軍を開始。武田晴信は11月8日まで諏訪に滞在して高遠・藤沢らを牽制しようとしたが、2手から迫る敵勢と戦うのは不利と見て、ひとまず諏訪から撤収して甲斐へ帰国した。晴信の帰国を見て、頼継は上諏訪の武田方の屋敷などを焼き払った。
天文14年（1545年）4月、武田晴信は主力を高遠攻略に向けた。福与城は小笠原長時の本拠の筑摩郡に近く支援を得やすいが、高遠単独なら問題にならず小笠原の支援も得にくい。4月11日、武田一門の穴山信友ら河内衆や小山田信有の郡内衆らを主力にした晴信は雨中を出陣し、4月14日に上原城に入った。この出陣は終始雨の中だったとされ、4月15日に武田軍は杖突峠を越えて高遠城を奇襲した。悪天候が続いていたため油断していた高遠軍はまさに不意を突かれ、4月17日に頼継は高遠城を放棄して逃走した。後に頼継は武田家に臣従する事になる。
高遠陥落に勢いを得た晴信は、4月18日に高遠城に入る。そして4月20日午刻（午前11時から午後1時）に福与城を包囲して攻撃するが、小笠原軍が後詰して4月29日には鎌田長門守が戦死するなど苦戦した。また5月21日からは竜ヶ崎砦を小山田ら郡内衆に攻めさせたが、こちらも苦戦した。だが5月22日には同盟国の今川義元の援軍も到着し、6月になって板垣信方の攻撃により竜ヶ崎砦は陥落した。
砦の陥落で福与城で武田軍の攻撃を持ちこたえていた藤沢頼親は気弱になり、穴山信友や小山田信有を通じて晴信との和睦工作を開始した。6月10日には頼親の実弟が人質として穴山信友に引き渡され、福与城は焼却された。これにより諏訪南部の敵勢力は排除された。